# 4739 Tomahrens
A 4739 Tomahrens (ideiglenes jelöléssel 1985 TH1) a Naprendszer kisbolygóövében található aszteroida. Edward L. G. Bowell fedezte fel 1985. október 15-én.